# Arrondissement administratif d'Audenarde
Pour les articles homonymes, voir Arrondissement d'Audenarde.
L'arrondissement administratif d'Audenarde (en néerlandais : arrondissement Oudenaarde) est un des six arrondissements administratifs de la province belge de Flandre-Orientale, situés en Région flamande. Il a une superficie de 422,87 km2 et compte  128 606 habitants.
L'arrondissement administratif fait partie de l’arrondissement judiciaire homonyme, avec l'arrondissement administratif d'Alost.

## Histoire
Il est l'héritier de l'arrondissement d'Audenarde créé sous le Premier Empire qui cessa d'exister en tant qu'arrondissement français le 11 avril 1814.

## Communes et leurs sections
Communes
- Audenarde (Oudenaarde)
- Brakel
- Horebeke
- Kluisbergen
- Kruisem
- Lierde
- Maarkedal
- Renaix (Ronse)
- Wortegem-Petegem
- Zwalm

Sections
- Audenarde (Oudenaarde)
- Beerlegem
- Berchem
- Bevere
- Boucle-Saint-Blaise (Sint-Blasius-Boekel)
- Boucle-Saint-Denis (Sint-Denijs-Boekel)
- Deftinge
- Dikkele
- Edelare
- Eine
- Elsegem
- Elst
- Ename
- Etikhove
- Everbeek
- Hemelveerdegem
- Heurne
- Hoorebeke-Saint-Corneille (Sint-Kornelis-Horebeke)
- Hoorebeke-Sainte-Marie (Sint-Maria-Horebeke)
- Huise
- Hundelgem
- Kruishoutem
- Kwaremont
- Leupegem
- Laethem-Sainte-Marie (Sint-Maria-Latem)
- Lierde-Sainte-Marie (Sint-Maria-Lierde)
- Lierde-Saint-Martin (Sint-Martens-Lierde)
- Maarke-Kerkem
- Mater
- Meilegem
- Melden
- Michelbeke
- Moregem
- Mullem
- Munkzwalm
- Nederbrakel
- Nederename
- Nederzwalm-Hermelgem
- Nokere
- Nukerke
- Ooike
- Opbrakel
- Ouwegem
- Parike
- Paulatem
- Petegem-aan-de-Schelde
- Roborst
- Renaix (Ronse)
- Rozebeke
- Ruien
- Schorisse
- Volkegem
- Wannegem-Lede
- Welden
- Wortegem
- Zegelsem
- Zingem
- Zulzeke

## Démographie
- Source:INS - De:1806 à 1970=recensement de la population au 31 décembre; depuis 1980= population au 1er janvier[1]